# Тойота
Вижте пояснителната страница за други значения на Тойота.
Корпорация „Тойота Мотор“ (на английски: Toyota Motor Corporation; на японски: トヨタ自動車株式会社 – Тойота джидоша кабушики гайша), или само Тойота, е най-голямата автомобилна корпорация в Япония. Разположена е в град Тойота, префектура Айчи.
Тойота развива успешно финансови услуги и няколко други направления в различни промишлени отрасли.
Тойота е основен член на Тойота Груп. Логото на компанията е стилизирана тъкачна совалка и е свързано с това, че в началото компанията е произвеждала тъкачни станове.
Компанията е представена в Европа чрез Toyota Motor Europe (създадена през 1963 г.), регионална централа на Тойота в Европа.
В България официален вносител и представител на Toyota e българската компания Тойота Балканс ЕООД (седалище в гр. София) – собственост на мултинационалния автомобилен дистрибутор, корпорацията Inchcape plc, със седалище в Лондон, Великобритания.

## Производство
Тойота произвежда марка едноименни автомобили, както и марките Дайхатсу, Хино и Лексус. 40% от автомобилите биват сглобени в Япония. В световен мащаб фирмата има около 325 000 работници в 50 завода.

## Финансови резултати
За 2005 – 2006 финансова година компанията е продала 7,97 млн. автомобила. Оборотът ѝ за 2016 г. е 28,403 трлн. ¥, оперативната печалба – 2,854 трлн. ¥, чистата печалба – 2,313 трлн. ¥.

### Най-големият производител на автомобили в света
През първото тримесечие на 2007 г. „Тойота Мотор“ за пръв път произвежда и продава повече автомобили от Дженерал Моторс (GM). GM се славеше като „най-голям производител на автомобили в света“ в продължение на 76 години. Но за последните години, както и други щатски автопроизводители, преживява криза и е принудена да намалява производството си, а освободилото се място на пазара се заема от конкурентите ѝ, и на първо място – от Тойота. На 24 април японската компания съобщи, че през първото тримесечие на 2007 г. е произвела 2,37 млн. автомобила и е продала 2,35 млн. По този начин тя за пръв път изпревари GM, за която показатели са били съответно 2,34 млн. и 2,26 млн. коли.
През 2013 г. Тойота става първата корпорация, произвела над 10 млн. автомобила за година – 10,2 млн. Най-много автомобили за 2013 г. са продадени в Китай (почти 22 млн. броя) и САЩ (15,6 млн. броя).

### Хибридни автомобили
Към януари 2012 г. Тойота е продала 400 хил. хибридни автомобила в Европа.
Хибридните автомобили на Тойота са известни и с участията си в състезания и постигнатите в тях успехи и нисък разход. Тойота участва с хибриден „Ярис“ в WRC и с хибридни спортни автомобили в WEC, включително голямата надпревара 24 часа на Льо Ман.
Последният голям успех на Тойота в моторспорта е двойната победа на 24 часа на Льо Ман през 2018 г. с екип на Toyota GAZOO Racing в състав Фернандо Алонсо, Казуки Накаджима и Себастиен Буеми в победния хибриден автомобил TS050 с #8 и Майк Конуей, Камуи Кобаяши и Хосе Мария Лопес в хибриден автомобил TS050 с #7, класиран на втора позиция.